# Rândunică de deal
Rândunica de deal (Hirundo domicola) este o specie de pasăre din familia Hirundinidae. Se reproduce în sudul Indiei și în Sri Lanka. Această pasăre este asociată cu coastele, dar se răspândește din ce în ce mai mult în zonele montane împădurite. Anterior a fost considerată o subspecie a rândunicii de Pacific.
Această specie este o rândunică mică de 13 cm. Spatele și creștetul capului sunt de un albastru-închis, cu aripi și coadă maro, fața și gâtul sunt ruginii. Se deosebește de rândunica de hambar și este strâns înrudită cu rândunica australiană prin coada sa mai scurtă și mai puțin bifurcată.